# Slag bij de Margus
De Slag bij de Margus vond plaats in maart 285 niet ver van Viminacium aan de rivier de Margus (de Morava (Servië)). De Romeinse keizer Carinus stond tegenover zijn uitdager Diocletianus, maar werd door zijn getrouwen vermoord. Deze veldslag betekende het einde van de crisis van de derde eeuw.

## Context
Keizer Carinus had een slechte reputatie en was niet geliefd door zijn onderdanen. Na de dood van zijn vader keizer Carus in 283 en zijn broer Numerianus, keizer in het oosten, in 284, was Carinus alleenheerser. Onmiddellijk werd hij geconfronteerd met twee usurpators, Marcus Aurelius Iulianus in het westen en Diocletianus in het oosten. Iulianus versloeg hij bij Verona en bij Viminacium stond hij tegenover Diocletianus. Lang duurde de veldslag niet, want Carinus werd door zijn troepen vermoord, vermoedelijk op voorspraak van Aurelius Aristobulus, die zijn functie na de veldslag behield. 